# Magny-lès-Aubigny
Magny-lès-Aubigny ist eine französische Gemeinde mit 220 Einwohnern (Stand: 1. Januar 2022) im Département Côte-d’Or in der Region Bourgogne-Franche-Comté. Sie gehört zum Arrondissement Beaune und zum Kanton Brazey-en-Plaine.
Nachbargemeinden sind Aubigny-en-Plaine im Norden, Brazey-en-Plaine im Nordosten, Esbarres im Osten, Charrey-sur-Saône im Süden und Saint-Nicolas-lès-Cîteaux im Westen.

## Bevölkerungsentwicklung
| Jahr                       | 1962 | 1968 | 1975 | 1982 | 1990 | 1999 | 2008 | 2015 |
| -------------------------- | ---- | ---- | ---- | ---- | ---- | ---- | ---- | ---- |
| Einwohner                  | 134  | 163  | 150  | 159  | 182  | 195  | 197  | 207  |
| Quellen: Cassini und INSEE |      |      |      |      |      |      |      |      |

## Sehenswürdigkeiten

Kirche Sainte-Madeleine

- Kirche Sainte-Madeleine
- Kriegerdenkmal